# Genovaitė Ramoškienė
Genovaitė Ramoškienė  z domu Šidagytė (ur. 12 maja 1945 w Daičiūnai) – litewska wioślarka reprezentująca ZSRR, brązowa medalistka olimpijska i dwukrotna medalistka mistrzostw świata.

## Kariera
Wystąpiła na igrzyskach olimpijskich w Montrealu w 1976, gdzie wspólnie z Eleonorą Kaminskaitė zdobyła brązowy medal w dwójkach podwójnych. W finale uplasowały się o 5,57 sekundy za osadą Bułgarii i o 2,07 sekundy za osadą NRD. Był to debiut tej konkurencji w programie olimpijskim. Jednocześnie był to jej jedyny start olimpijski.
W tej samej konkurencji wspólnie z Kaminskaitė zdobyła srebro na mistrzostwach świata w Hamilton (1978). Na rozgrywanych rok później mistrzostwach świata w Nottingham zajęła trzecie miejsce w jedynkach, plasując się za Christine Scheiblich z NRD i Węgierką Mariann Ambrus. 
Ponadto zdobyła złote medale na mistrzostwach Europy w Klagenfurcie (1969) i mistrzostwach Europy w Moskwie (1973) oraz brązowe na mistrzostwach Europy w Vichy (1967) i mistrzostwach Europy w Tata (1970).
Siedmiokrotnie zdobywała mistrzostwo ZSRR: w jedynkach w latach 1967, 1969, 1970, 1972, 1974i 1975 oraz w dwójkach podwójnych w 1976. Jest absolwentką Litewskiego Uniwersytetu Sportowego w Kownie. Była wykładowcą na Wydziale Wychowania Fizycznego Politechniki Kowieńskiej, a następnie na Wydziale Wychowania Fizycznego Uniwersytetu Wileńskiego.